# Жить жизнь
«Жить жизнь» — российский сериал в жанре психологического триллера по одноимённому роману Анны Богинской. Премьера состоялась 13 апреля 2023 года в онлайн-кинотеатре Start.

## Сюжет
После трагической смерти мужа 30-летняя Анна Богинская (Любовь Аксёнова) пытается переосмыслить свою жизнь и двигаться дальше. У неё — близкие подруги, которые поддержат в любой момент, состоявшаяся карьера, бизнес, который позволяет безбедно существовать, и… неожиданно появившийся молодой человек Матвей (Роман Васильев) — врач, с которым она познакомилась, придя на приём в платную клинику. Он почти идеален во всём, что и настораживает. А когда оказывается, что в своих ухаживаниях он использует известные психологические уловки и методы пикапа, Анна начинает подозревать, что всё это не случайно, да и в самой клинике, на приёме именно у этого доктора она, возможно, оказалась не просто так. Как учат на курсах пикапа и соблазнения, в каждом его комплименте скрывается оскорбление, его постоянные исчезновения интригуют, он то отдаляет, то приближает к себе «жертву», постоянно раскачивая эмоциональные качели. Решив за ним проследить, Анна узнаёт то, что полностью меняет её жизнь, и начинает подозревать, что гибель мужа не была случайной, равно как и все события, последовавшие после похорон. Более того, она сама может стать жертвой чужой игры.

## В ролях
| Актёр              | Роль                                                       |
| ------------------ | ---------------------------------------------------------- |
| Любовь Аксёнова    | Анна Богинская                                             |
| Роман Васильев     | Матвей Анатольевич Андрейчук, онколог, пластический хирург |
| Юрий Чурсин        | Стас, покойный муж Анны                                    |
| Даниил Воробьёв    | Владислав                                                  |
| Дарья Мороз        | Рита, подруга Анны, деловая партнёрша                      |
| Владислав Ценёв    | Костя, друг Анны                                           |
| Игорь Гордин       | Гурам                                                      |
| Анастасия Крылова  | Оля, подруга Анны                                          |
| Юлия Джулай        | Катя, подруга Анны                                         |
| Евгений Шварц      | Артём                                                      |
| Матвей Лыков       | Женя                                                       |
| Дарья Екамасова    | терапевт                                                   |
| Александра Ребенок | бывшая Матвея                                              |
| Кристина Кучеренко | София                                                      |
| Павел Попов        | Виктор                                                     |

## Сезоны
| Сезон | Сезон | Серии | Период трансляции            |
| ----- | ----- | ----- | ---------------------------- |
|       | 1     | 8     | 13 апреля — 25 мая 2023      |
|       | 2     | 11    | 12 сентября — 14 ноября 2024 |

## Критика
Основной критике сериал подвергся за эпизоды, которые зрители сочли нелогичными. Например, в фильме указывается, что главная героиня — блестящий маркетолог, ездит на «Тесле» и зарабатывает миллионы, при этом её работа показана весьма странно — она договаривается об аренде площадей под магазины в торговых центрах, на чём никак не заработать состояние.
В одном из эпизодов Анна и её подруга Рита решают поесть борщ дома, а не в ресторане. Рита готовит его и везёт в банке через весь город, но в итоге девушки за весь вечер к супу даже не притрагиваются.
Довольно часто зрители видят переписку героев — на экране появляются сообщения, которые персонажи отправляют друг другу. Звук уведомлений позаимствован у Телеграм, но оформление вымышленное. При этом отдельные изображения говорят о том, что персонажи общаются во «ВКонтакте».
Сериал также подвергался критике за обилие эротических сцен, нередко неоправданных сюжетной линией, неуместных и затянутых.